# Bad Klosterlausnitz
Bad Klosterlausnitz est une commune allemande de l'arrondissement de Saale-Holzland, Land de Thuringe.

## Géographie
Bad Klosterlausnitz est une station thermale qui se situe au cœur du Holzland thuringien. Son territoire est dans un plateau entre la vallée de la Saale à l'ouest et la vallée de l'Elster Blanche à l'est.
| Waldeck | Weißenborn                         | Tautenhain |
|         | Bad Klosterlausnitz                | Kraftsdorf |
| Bobeck  | Hermsdorf (Thuringe) Schleifreisen |            |

## Histoire
Le jubilé des 875 ans de Bad Klosterlausnitz correspond à la première mention de l'abbaye de Lausnitz. Le couvent augustin fondé en 1132 est confirmé par une lettre du pape Innocent II en 1137. Le village créé à côté est connu en 1526. Il prend le nom de Klosterlausnitz en 1661, un siècle après la dissolution du monastère en 1526. Elle obtient le préfixe de Bad en 1932.
De 1719 à 1722, un pavillon de chasse est bâti pour Frédéric II de Saxe-Gotha-Altenbourg dans le vaste bois entourant l'abbaye qui comprend des domaines de chasse. Les vieux bâtiments sont démolis et le matériau utilisé pour la construction. En 1849, l'aile gauche accueille une école puis une partie de cette aile est cassée pour construire la nouvelle église de 1860 à 1866. Le pavillon de chasse est démoli en 1889.
Le tourisme thermale se développe avec la construction de la ligne de Weimar à Gera en 1876.
Pendant la RDA, il y a un centre de vacances et de loisirs pour les mineurs de charbon du centre de l'Allemagne.

## Jumelages
- Langenselbold,  Hesse
- Deidesheim,  Rhénanie-Palatinat
- Mondelange (France)
- Tihany (Hongrie)

## Infrastructure
Le territoire de Bad Klosterlausnitz est traversé par la Bundesautobahn 9 et longé par la Bundesautobahn 4.
La gare de Hermsdorf-Klosterlausnitz exploitée par la Mitte-Deutschland-Verbindung se trouve à Hermsdorf.

## Personnalités liées à la commune
- Rudolf Meinhold (1911-1999), géologue et géophysicien
- Hans-Joachim Herbst (1918-1995), homme politique
- Michael Hirte (né en 1964), chanteur

## Source de la traduction
- (de) Cet article est partiellement ou en totalité issu de l’article de Wikipédia en allemand intitulé « Bad Klosterlausnitz » (voir la liste des auteurs).